# Chlosyne eremita
Chlosyne eremita är en fjärilsart som beskrevs av Wright 1906. Chlosyne eremita ingår i släktet Chlosyne och familjen praktfjärilar. Inga underarter finns listade i Catalogue of Life.